# Norauto
Norauto – sieć stacji obsługi samochodów (stacja składa się z samoobsługowego sklepu motoryzacyjnego oraz serwisu samochodowego). Firma powstała we Francji w 1970 roku i obecnie jest aktywna w 9 krajach (Francja, Belgia, Hiszpania, Włochy, Portugalia, Polska, Argentyna, Rosja, Rumunia). W Polsce firma istnieje od 1998 roku. W Polsce istniało 39 ośrodków, m.in.: w Szczecinie, Białymstoku, Bielsku-Białej, Gdańsku, Gliwicach, Katowicach, Krakowie, Łodzi, Poznaniu, Płocku, Sosnowcu, Toruniu, Warszawie, Wrocławiu, Zabrzu.
W marcu 2017 doszło do fuzji firmy Norauto z polską filią francuskiej firmy Feu Vert działającej w tej samej branży. Tym samym liczba stacji obsługi wzrosła do 39. Wszystkie stacje funkcjonują pod szyldem „Norauto". Firma należy do konsorcjum „Mobivia”.
W marcu 2021 ogłoszono przejęcie wszystkich 26 sklepów znajdujących się na terenie Polski przez firmę TERG S.A. - właściciela sklepów marki Media Expert. Tym samym firma wycofała się z naszego kraju. W miejsce salonów Norauto powstały markety Media Expert.